# François Duvalier
François Duvalier (pronúncia em francês: [fʁɑ̃swa dyvalje]; Porto Príncipe, 14 de abril de 1907 — Porto Príncipe, 21 de abril de 1971), também conhecido como Papa Doc, foi um político e médico haitiano que serviu como Presidente do Haiti de 1957 a 1971. Ele foi eleito Chefe de Estado da sua nação com uma plataforma populista e de nacionalismo negro. Após deter um golpe militar em 1958, seu regime tomou um caráter totalitário e despótico. Entre um dos seus atos mais notórios foi a formação de um esquadrão da morte, conhecido como Tonton Macoute (em crioulo haitiano:  Tonton Makout), cujo principal propósito era assassinar opositores do governo de Duvalier; o Tonton Macoute foi tão eficiente em suas atividades clandestinas de caçar e matar dissidentes, que a população geral haitiana ficava extremamente receosa de expressar qualquer forma de descontentamento com o governo, mesmo que em privado.
Duvalier buscou consolidar seu poder ao incorporar elementos da mitologia haitiana no culto à personalidade que foi erguido a sua volta. Seu governo foi marcado por prisões arbitrárias, tortura e morte de opositores, corrupção e nepotismo. No âmbito externo, de início manteve-se alinhado aos Estados Unidos, mas quando o seu regime começou a ficar cada vez mais opressor, os americanos foram lentamente cortando seus laços com ele. Em 1962, Papa Doc anunciou que seu país rejeitaria qualquer ajuda monetária vinda do governo americano. Ele então se apropriou de toda a ajuda externa que vinha ao Haiti, desviando milhões de dólares para contas pessoais. Com o passar dos anos, seu regime foi se tornando cada vez mais repressivo. Bens privados eram apropriados pelo governo e toda a oposição era silenciada. Fome e má-nutrição se tornaram epidêmicas. Por causa destas atrocidades, Duvalier era chamado de "Diabo do Haiti".
Durante seu regime, a economia do Haiti sofreu, enquanto ele acumulava uma enorme fortuna pessoal. A repressão política e a falta de oportunidades fez com que houvesse uma enorme fuga de cérebros do país, com a elite intelectual haitiana fugindo em grandes números para o exterior. Ainda assim, sua popularidade permaneceu alta durante boa parte do seu governo, sustentada pela população majoritariamente rural, que dependia de subsídios do governo para se manter relevante economicamente. Sua fala de nacionalismo negro também ressoava com a classe média-baixa.
Antes de se tornar presidente, Duvalier foi um médico de certo prestígio. Seu profissionalismo e conhecimento da área lhe renderam a alcunha de "Papa Doc". Uma vez no poder, foi reeleito, em 1961, numa eleição conturbada, onde ele foi o único candidato nas cédulas eleitorais. Em seguida, continuou a consolidar seu poder até o ponto onde, em 1964, se proclamou Président à vie ("presidente vitalício") após outra eleição fraudulenta, se mantendo no poder até sua morte, em abril de 1971. Ele foi sucedido por seu filho, Jean‑Claude, que foi apelidado de "Baby Doc".